# Baía de Conception

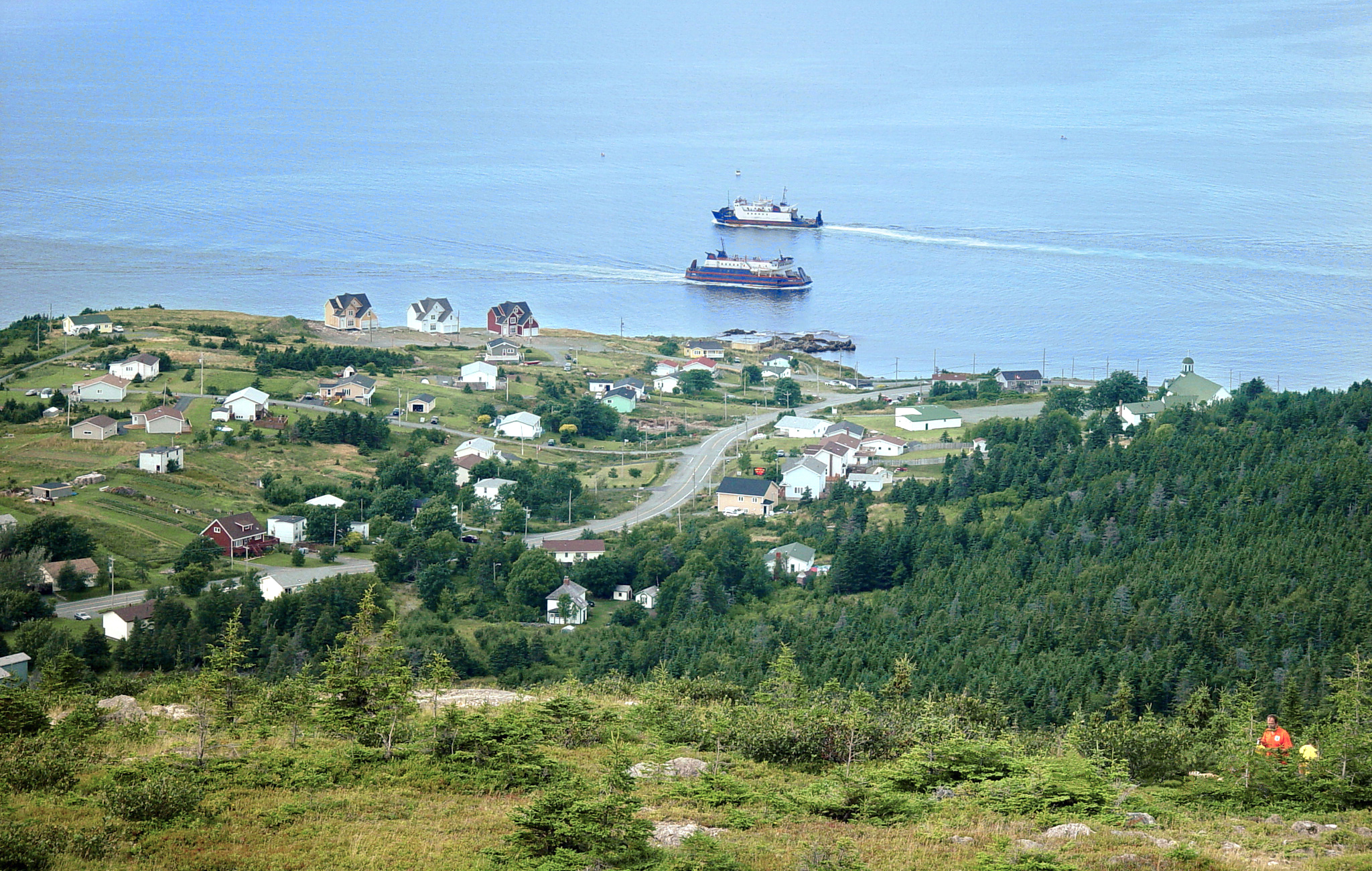
Vista da baía de Conception de uma colina em Portugal Cove-St. Philip's

A baía de Conception (ou baía da Conceição) é uma baía situada a região nordeste da ilha de Terra Nova, na porção norte da Península de Avalon. A baía tem uma profundidade máxima de 300 m e é aberta a nordeste para o Oceano Atlântico e cobre uma área de 1.295 km². A principal comunidade na costa da baía é Portugal Cove-St. Philip's. O nome da baía é de origem portuguesa - baía de Conceição - e seu registro mais antigo é no mapa "oliveriana", de 1505-1508.